# Каландадзе, Александр (футболист)
Алекса́ндр Каланда́дзе (груз. ალექსანდრე კალანდაძე; род. 9 мая 2001, Тбилиси) — грузинский футболист, защитник плоцкой «Вислы» и национальной сборной Грузии.

## Карьера

### «Динамо» Тбилиси

#### Начало карьеры
Воспитанник футбольной академии тбилисского «Динамо». В июне 2020 года футболист впервые стал привлекаться к матчам с основной командой клуба. В сентябре 2020 года футболист на правах арендного соглашения присоединился к венгерскому клубу «Диошдьёр». Дебютировал за клуб футболист 29 октября 2020 года в матче Кубка Венгрии против клуба «Бекешчаба 1912», выйдя на поле в стартовом составе. Больше футболист за основную команду клуба не сыграл ни матча, продолжая выступать за вторую команду клуба. По окончании срока арендного соглашения футболист покинул клуб. Вернувшись в тбилисское «Динамо» футболист в июле 2021 года с основной командой отправился на квалификационные матчи Лиги чемпионов УЕФА и Лиги конференций УЕФА. Дебютировал за клуб футболист 20 сентября 2021 года в матче против «Шукуры», выйдя на замену на 74 минуте. По итогу дебютного сезона футболист вместе с клубом стал серебряным призёром чемпионата.

#### Сезон 2022
В январе 2022 года футболист продлил контракт с тбилисским клубом до конца 2024 года. Новый сезон за клуб футболист начал с матча 4 марта 2022 года против батумского «Динамо», выйдя на поле в стартовом составе. В июле 2022 года футболист вместе с клубом отправился на квалификационные матчи Лиги конференций УЕФА. Первый матч в рамках еврокубкового турнира футболист сыграл 7 июля 2022 года против эстонского клуба «Пайде», выйдя на поле в стартовом составе. В ответном матче 14 июля 2022 года эстонский клуб «Пайде» в серии пенальти оказался сильнее и прошёл в следующий квалификационный раунд. На протяжении сезона футболист выступал за клуб в роли одного из ключевых игроков, однако результативными действиями не отличился. По итогу сезона футболист вместе с клубом стал победителем чемпионата.

#### Сезон 2023
Новый сезон за клуб футболист начал с матча 25 февраля 2023 года против клуба «Дила», выйдя на замену на 58 минуте. В мае 2023 года футболист также стал привлекаться к матчам со второй командой клуба. Дебютный матч за команду футболист сыграл 1 мая 2023 года против клуба «Спаэри», выйдя на поле в стартовом составе. Дебютным забитым голом за клуб футболист отличился 14 мая 2023 года в матче против клуба «Телави». В июле 2023 года футболист вместе с клубом отправился на квалификационные матчи Лиги чемпионов УЕФА и Лиги конференций УЕФА, где уступили казахской «Астане» и мальтийскому клубу «Хамрун Спартанс» соответственно. На протяжении сезона футболист выступал за клуб в роли одного из ключевых игроков, отличившись 3 забитыми голами. По итогу сезона футболист вместе с клубом стал серебряным призёром чемпионата.

#### Сезон 2024
В начале 2024 года футболист стал капитаном тбилисского «Динамо». Первый матч в новом сезоне футболист сыграл 2 марта 2024 года против клуба «Самгурали», выйдя на поле в стартовом составе. В месте с клубом футболист стал серебряным призёром Суперкубка Грузии, где в финале 3 июля 2024 года уступили кутаисскому «Торпедо». В июле 2024 года футболист вместе с клубом отправился на квалификационные матчи Лиги конференций УЕФА, где уступили черногорскому клубу «Морнар». Первым забитым голом за клуб футболист отличился 15 сентября 2024 года в матче против «Дилы». В финале Кубка Грузии 5 декабря 2024 года футболист вместе с клубом уступили в серии пенальти клубу «Спаэри». По итогу сезона футболист вместе с клубом завершил чемпионат на итоговом седьмом месте. На протяжении сезона футболист выступал за клуб в роли одного из ключевых игроков, отличившись забитым голом и голевой передачей во всех турнирах.

#### Аренда в «Фехервар»
В январе 2025 года футболист на правах арендного соглашения присоединился к венгерскому клубу «Фехервар», соглашение с которым было заключено до конца сезона, также включив опцию возможного выкупа. Дебютировал за клуб футболист 14 февраля 2025 года в матче против клуба «Дьёр», выйдя на поле в стартовом составе. По итогу сезона футболист вместе с клубом завершил чемпионат на итоговом предпоследнем месте, вылетев во второй дивизион. На протяжении сезона футболист выступал за клуб в роли одного из ключевых игроков, однако результативными действиями не отличился. В июне 2025 года футболист покинул клуб по окончании срока арендного соглашения. Также футболист в скором времени получил статус свободного агента, покинув тбилисское «Динамо».

### «Висла» Плоцк
В июле 2025 года футболист на правах свободного агента присоединился к плоцкой «Висле», подписав с клубом двухлетний контракт с опцией продления ещё на сезон. Дебютировал за клуб 19 июля 2025 года в матче против «Короны», выйдя на замену на 86 минуте.

## Международная карьера
В январе 2018 года футболист получил вызов в юношескую сборную Грузии до 17 лет. Дебютировал за сборную футболист 25 января 2018 года в матче против сборной Украины. В марте 2018 года футболист в составе сборной отправился на квалификационные матчи юношеского чемпионата Европы. В марте 2019 года футболист получил вызов в юношескую сборную Грузии до 19 лет, за которую дебютировал в товарищеских матчах против сборной Австрии. В октябре 2019 года футболист вместе со сборной отправился на квалификационные матчи юношеского чемпионата Европы до 19 лет.
В марте 2021 года футболист получил вызов в молодёжную сборную Грузии. Дебютировал за сборную футболист 29 марта 2021 года в товарищеском матче против сборной Беларуси. Первым результативным действием за сборную футболист отличился 29 марта 2022 года в товарищеском матче против сборной Эстонии. В июне 2023 года футболист в составе сборной отправился на молодёжный чемпионат Европы. Первый матч на турнире футболист сыграл 21 июня 2023 года против сборной Португалии. По итогу турнира футболист вместе со сборной дошёл до четвертьфинала, где в серии пенальти уступили сборной Израиля.
В сентябре 2023 года футболист получил вызов в национальную сборную Грузии. Дебютировал за сборную футболист 12 сентября 2023 года в матче против сборной Норвегии, выйдя на поле в стартовом составе.

## Достижения
«Динамо» Тбилиси
- Чемпион Грузии: 2022
- Обладатель Суперкубка Грузии: 2023